# Горки (городской округ Солнечногорск)
Горки — деревня в Московской области России. Входит в городской округ Солнечногорск. Население — 24 чел. (2010).

## География
Деревня расположена на северо-западе Московской области, в западной части округа, примерно в 14 км к западу от центра города Солнечногорска, с которым связана прямым автобусным сообщением, на левом берегу впадающей в Истринское водохранилище реки Катыш. Ближайшие населённые пункты — деревни Елизарово, Рахманово и Сырково.

## Население
| 1852 | 1859 | 1890 | 1899 | 1926 | 1932 | 1966 |
| ---- | ---- | ---- | ---- | ---- | ---- | ---- |
| 144  | ↘131 | ↗150 | ↗168 | ↘159 | ↗174 | ↘78  |
| 1998 | 2002 | 2010 |      |      |      |      |
| ↘21  | ↗23  | ↗24  |      |      |      |      |

## История
В середине XIX века деревня Горки 1-го стана Клинского уезда Московской губернии принадлежала действительному статскому советнику Петру Герасимовичу Воскресенскому, в ней было 19 дворов, крестьян 81 душа мужского пола, 63 души женского пола.
В «Списке населённых мест» 1862 года — владельческое сельцо Клинского уезда по правую сторону Звенигородского тракта, в 19 верстах от уездного города и 16 верстах от становой квартиры, при колодце, с 18 дворами и 131 жителем (69 мужчин, 62 женщины).
По данным на 1899 год — деревня Троицкой волости Клинского уезда с 168 душами населения.
В 1913 году — 35 дворов.
По материалам Всесоюзной переписи населения 1926 года — деревня Поповкинского сельсовета Троицкой волости Клинского уезда в 7,5 км от Пятницкого шоссе и 19,2 км от станции Подсолнечная Октябрьской железной дороги, проживало 159 жителей (74 мужчины, 85 женщин), насчитывалось 31 крестьянское хозяйство.
С 1929 года — населённый пункт в составе Солнечногорского района Московского округа Московской области. Постановлением ЦИК и СНК от 23 июля 1930 года округа как административно-территориальные единицы были ликвидированы.
1929—1939 гг. — деревня Горковского сельсовета Солнечногорского района.
1939—1954 гг. — деревня Дудкинского сельсовета Солнечногорского района.
1954—1957, 1960—1963, 1965—1976 гг. — деревня Рахмановского сельсовета Солнечногорского района.
1957—1960 гг. — деревня Рахмановского сельсовета Химкинского района.
1963—1965 гг. — деревня Рахмановского сельсовета Солнечногорского укрупнённого сельского района.
1976—1994 гг. — деревня Обуховского сельсовета Солнечногорского района.
С 1994 до 2006 гг. деревня входила в Обуховский сельский округ Солнечногорского района.
С 2005 до 2019 гг. деревня включалась в Кривцовское сельское поселение Солнечногорского муниципального района.
С 2019 года деревня входит в городской округ Солнечногорск, в рамках администрации которого относится с территориальному управлению Кривцовское.